# 小山義政
小山 義政（おやま よしまさ）は、南北朝時代の下野国の武将。小山城主。藤原秀郷流小山氏の第11代当主。小山義政の乱で知られる。

## 生涯
武蔵平一揆に乗じて乱を起こした新田義宗の討伐に参加するなど、室町幕府創設の功労者であり、下野国守護に任ぜられるまでに至り小山氏の全盛期を築いた武将でもあった。
しかし、下野国はかつては守護を務め宇都宮城を拠点に各地に有力な庶家を配する宇都宮氏、北方において独立した勢力を有する那須氏など群雄割拠の国柄であり、家柄・勢力の面でも拮抗関係にあった。
故に義政の守護職補任による勢力拡大は近隣の豪族・宇都宮氏との間の覇権争いに発展するまでに至る。康暦二年（1380年）、下野国裳原にて激しい争いの末、遂に宇都宮基綱を敗死させた。（裳原の戦い）
しかし、このことが関東の静謐を司る鎌倉公方・足利氏満の不興を買い、早速、同年六月鎌倉府にて小山追討軍が催され、まもなく追討を受けた。これが小山義政の乱の始まりである。これに対して義政は同年九月には鎌倉公方に降伏した。
しかし、永徳元年（1381年）には体勢を立て直し、下野国鷲城を本拠して鎌倉公方に反旗を翻した。義政の軍は、氏満の御教書により参集した関東・南東北地方の各地の武家連合軍に追討され敗退し、家督を子の若犬丸に譲り出家した。
だが義政は永徳二年（1382年）三月に居城である祇園城に火を放ち、粕尾城に立てこもった。氏満は再度追討軍を編成し、小山氏の各支城を攻略しながら進軍した。
同年四月十三日、ついに義政は栃木県上都賀郡粟野町粕尾の赤石が原の自城で自害したとされる。なお、若犬丸は行方をくらました。
2007年、この乱の戦闘地で小山氏の古住居と推定される小山市神鳥谷曲輪で、裏が金（ただし一文字）と書かれた「金将に成ると推定される、角行」らしきもの（日本の将棋駒の一種で、近世以降は摩訶大大将棋と泰将棋を構成する駒の一種とされる将棋駒）が一枚出土し、地方新聞の話題となった。
なお、義政の子孫がその後も鎌倉公方に対しなおも抵抗を続けたが、彼の2代下で完全に戦いで絶えたと言われる。しかし氏満も、幕府創設に功のあった小山家の断絶を惜しみ、親縁にあたる結城基光の次男を小山城に居城させて、家督相続を許した。
ちなみに義政の起こした謀叛は、皇室やその内部の対立が全く絡まなくなった（荘園を主体とする公家の力が衰微して、少なくとも関東地方の武家間の勢力争いの口実に、天皇や公家の名が全く出なくなったことを示した）、日本の歴史上初めての、大規模戦争であったとされている。もともと、関東では鎌倉時代以降、各地の豪族はそれぞれ独立した存在であり、武家の棟梁とはゆるやかな主従関係の下に成り立っていた。もともと義政は室町幕府の創設に功のあった武将であり、その意味で義政の謀叛は、必ずしも鎌倉公方を討つことが目的ではなく、小山氏の独立・自治、そして戦乱を通じて得た領土を承認であったといえる。しかし、義政の謀叛はあえなく失敗、11代続いた小山氏の正系はこれにて途絶え、泰朝が庶家の結城氏から入嗣したことにより存続することとなる。
大正13年（1924年）、正五位を追贈された。